# Piotr Siwkiewicz
Piotr Siwkiewicz (ur. 4 kwietnia 1962 w Warszawie) – polski aktor teatralny, filmowy i telewizyjny. Stał się rozpoznawalny dzięki głównym rolom filmowym w produkcjach Radosława Piwowarskiego takich jak Yesterday (1984), Pociąg do Hollywood (1987) i Marcowe migdały (1989).

## Życiorys

### Wczesne lata
Dorastał w Siedlcach, jako syn Alicji (1932-1998) i Franciszka (1929-1974) Siwkiewiczów. Wychowywał się ze starszym bratem Jerzym (ur. 1953). W latach 1969–1977 uczęszczał do Szkoły Podstawowej nr 6 w Siedlcach. W latach 1977–1981 naukę kontynuował w I Liceum Ogólnokształcącym im. Bolesława Prusa w Siedlcach. Występował w zespole harcerskim „Chodowiacy”, kierowanym przez jego matkę, m.in. na Festiwalu Piosenki Harcerskiej 1976 w Siedlcach. W 1985 ukończył Państwową Wyższą Szkołę Teatralną w Warszawie.

### Kariera
Jego przedstawieniem dyplomowym było Złe zachowanie (1984) w reżyserii Andrzeja Strzeleckiego na scenie Teatru Ateneum w Warszawie. Zadebiutował na kinowym ekranie w roli Pawła Mitury zwanego „Ringiem”, ucznia prowincjonalnego technikum zafascynowanego muzyką The Beatles w melodramacie Radosława Piwowarskiego Yesterday (1984), za którą zdobył nagrodę na Międzynarodowym Festiwalu Filmowym w San Sebastián. W latach 1986–1987 jako stypendysta Conservatoire National Supérieur D’art Dramatique (CNSAD) przebywał w Paryżu. 
Specjalnie dla niego Piwowarski napisał główną rolę Piotrusia, który nie został przyjęty na studia operatorskie z powodu wady daltonizmu w komedii Pociąg do Hollywood (1987) z Katarzyną Figurą. W 1988 otrzymał nagrodę im. Zbigniewa Cybulskiego przyznaną przez tygodnik „Ekran”. Po raz trzeci zagrał u Piwowarskiego w filmie Marcowe migdały (1989) w roli Marcysia Siedleckiego, który z powodu semickiego pochodzenia został zmuszony do opuszczenia Polski. W komedii sensacyjnej Wojciecha Wójcika Zabić na końcu (1990) wystąpił w roli łódzkiego robotnika Marka, który włamuje się do szafy pancernej znanego reżysera (Wojciech Malajkat). W dramacie sensacyjnym Tomasza Wiszniewskiego Kanalia (1990) zagrał postać Werta, młodego dowódcę bojowego oddziału PPS. Po paryskim przeglądzie filmów Piwowarskiego jedna z agentek zaproponowała mu role we francuskich produkcjach telewizyjnych i filmowych, w których występował jako Piotr Shivak. Po latach gościł w wielu serialach polskich, w tym Sfora (2002), Lokatorzy (2003), Na dobre i na złe (2007) czy Usta usta (2010).

## Filmografia

### Filmy kinowe
- 1984: Yesterday jako Paweł Mitura „Ringo”
- 1987: Pociąg do Hollywood jako Piotruś
- 1989: Marcowe migdały jako Marcyś
- 1989: Drogi braciszku (Cher frangin) jako Polack
- 1990: Kanalia jako Wert
- 1990: Zabić na końcu jako Marek Markowski
- 1991: Obywatel świata jako ksiądz Jacek
- 2002: Sfora: Bez litości jako podkomisarz Połomski
- 2010: Wenecja jako dr Kazimierz Zaruba
- 2012: Bejbi blues jako mąż sąsiadki
- 2012: Sęp jako lekarz

### Filmy TV
- 1987: Do domu jako Szymon Kret
- 1988: Chusteczka Józefa (Le Mouchoir de Joseph) jako Viktor
- 1990: L’ami Giono: Ivan Ivanovitch Kossiakoff
- 1992: Les merisiers jako Piotr
- 1992: Pięć ostatnich minut (Les Cinq Dernières Minutes)
- 1994: Tajemnica czeskiego zamku (Un Chateau en Boheme) jako barman

### Seriale TV
- 1990: Przyjaciel Giono (L’Ami Giono: Onorato)
- 1994: Novacek (odc. Un château en Bohème)
- 2001: Więzy krwi jako Jan Bronowicz, syn Józefa, piekarz
- 2001: Une femme d’honneur (odc. Trafic de clandestins) jako Constantin Virescu
- 2002: Sfora jako podkomisarz Połomski
- 2003: Zaginiona jako komisarz Więckowski
- 2003: Lokatorzy jako komisarz Czajka
- 2003: Miodowe lata jako pokerzysta, producent filmowy Molke
- 2004: Camera Café jako poseł Wilczyński
- 2004: Stacyjka jako radny Benecki, właściciel zakładu pogrzebowego i kwiaciarni
- 2005: Wiedźmy jako Karol, mąż Marioli
- 2005–2007: Codzienna 2 m. 3 jako Derek, sąsiad Gawlików
- 2006: Codzienna 2 m. 3 jako Derek, sąsiad Gawlików
- 2006–2007: Pogoda na piątek jako dyrektor liceum
- 2006: Fałszerze – powrót Sfory jako Siwak
- 2007: Na dobre i na złe jako ojciec Andżeliki
- 2007: Kryminalni jako Robert Laszuk, ojciec Pawła
- 2007: Ekipa jako zastępca komendanta policji
- 2007: Halo Hans, czyli Nie ze mną te numery! jako „Kmicic”
- 2008: Pitbull jako Podleski
- 2008: Boisko bezdomnych jako oficer Straży Granicznej
- 2008: Plebania jako Kurek, ojciec Damiana
- 2009: Barwy szczęścia jako sąsiad Władka Cieślaka i Maćka Kołodziejskiego
- 2009: Ojciec Mateusz jako Zbigniew Jaglak /Andrzej Stróżyński
- 2009: Plebania jako Kurek, ojciec Damiana
- 2010: Barwy szczęścia jako ojciec Zuzy, sąsiad Władka Cieślaka i Maćka Kołodziejskiego
- 2010: Klub szalonych dziewic jako rozwodzący się klient Joanny
- 2010: Plebania jako Kurek, ojciec Damiana
- 2010: Usta usta jako Grzegorz Kalwos, mąż Ewy
- 2010: 1920. Wojna i miłość jako portier w klubie tenisowym (odc. 9)
- 2011: Hotel 52 jako pan Stefan, sąsiad Natalii (odc. 37)
- 2012: M jak miłość jako Grzegorz, pierwsza miłość Marii Rogowskiej
- 2013: Komisarz Alex jako charakteryzator (odc. 43)
- 2013: Prawo Agaty jako rozwodnik Ryszard (odc. 47)
- 2013: Czas honoru jako handlarz na bazarze (odc. 70 i 71)
- 2014: Lekarze jako menadżer Bilskiej (odc. 58)
- 2021: Ojciec Mateusz jako Jerzy Szwed (odc. 323)
- 2022: Mój agent jako dyrektor fundacji (odc. 4)